# Friedrich von Zühlen
Friedrich von Zühlen was een Duits aristocraat en militair. Hij wordt in 1750 vermeld als generaal der Cavalerie in dienst van de koning van Polen en keurvorst van Saksen.
In 1737 was generaal von Zühlen een van de ridders in de tweede serie benoemingen in de Pools-Saksische Militaire Orde van Sint-Hendrik.